# Інокентій Гуз
Інокентій Гуз (пол. Innocenty Guz; 1890—1940), народжений як Юзеф Войцех Гуз (пол. Józef Wojciech Guz) — польський католицький священник, францисканський конвентуал, мученик, блаженний. Загинув в концтаборі Заксенгаузен 6 червня 1940 року. Беатифікований у 1999 році папою Іваном Павлом ІІ у числі 108 блаженних польських мучеників.

## Біографія
Народився 18 березня 1890 року у Львові. 25 серпня 1908 вступив до ордену конвентуальних францисканців, взявши чернече ім'я Інокентій. Вивчав теологію та філософію у Кракові. Був висвячений на священника у 1924 році, після чого займався пастирською діяльністю у парафіях неподалік Львова. Потім переїхав до Гродно. Там він познайомився з отцем Максиміліаном Кольбе і вступив до заснованого останнім паломницького центру Непокалянув, де служив сповідником і професором з 1933 по 1936 роки.
Друга світова війна застала отця Інокентія в Гродно, де він служив скарбником монастиря і сповідником. Після окупації Польщі радянськими військами був ув'язнений 21 березня 1940 року під домашній арешт у пресвітерії в Адамовичах під Гродно. Після успішної втечі він був заарештований німцями під час спроби перетнути кордон. Його утримували в Сувалках, потім у Дзялдово, а потім його перевели до концентраційного табору Заксенхаузен. Після тривалого катування його убив охоронець 6 червня 1940 року.
Він був беатифікований 13 червня 1999 року папою Іваном Павлом ІІ у Варшаві.